# Hovdenakken
Hovdenakken är en tätort i Molde kommun i Møre og Romsdal fylke i västra Norge. Orten ligger vid fylkesväg 64.